# El Fary
José Luis Cantero Rada, més conegut pel nom artístic d'El Fary, (Madrid, 20 d'agost de 1937 - Madrid, 19 de juny de 2007), fou un cantant espanyol, creador de la copla-pop.
El 13 d'abril de 2007, li fou diagnosticat un càncer de pulmó i hagué d'abandonar la seva carrera com a cantant i actor. El 19 de juny de 2007, el mateix dia de publicació del seu darrer treball, morí als 69 anys. Fou incinerat i les seves cendres foren escampades a meitats entre la localitat madrilenya de Cenicientos i el cementiri de l'Almudena, a Madrid.

## Discografia
- Ritmo caló (1975, Belter)
- Soy gitanito (1977, Movieplay)
- Camino de la gloria (1978, Movieplay)
- Yo me estoy enamorando (1979, Movieplay)
- Canela y limón (1980, Movieplay)
- Vengo a ti (1981, Movieplay)
- Amante de la noche (1982, Ariola)
- Amor secreto (1983, Ariola)
- Como un gigante (1984, Ariola)
- Rompecorazones (1985, Ariola)
- Un paso más (1986, Ariola)
- Va por ellos (1987, Ariola)
- A mi son (1988, Ariola)
- Enamorando (1989, Zafiro)
- Dedícame una hora (1990, Zafiro)
- Tu piel (1991, Zafiro)
- Tomillo, romero y jara (1992, Zafiro)
- Mujer de seda (1993, Horus)
- Tumbalero (1995, Horus)
- Menudo es el Fary (1996, BMG-Ariola)
- Calle Calvario (1999, Zafiro)
- Sin trampa ni cartón (2000, Carabirubi)
- Ese Fary!! (2003, Muxxic)
- Los Grandes Éxitos de El Fary - Media Verónica (2007)